# توموکی اوکایاما
توموکی اوکایاما (انگلیسی: Tomoki Okayama؛ زادهٔ ۱۳ دسامبر ۱۹۹۶) بازیگر اهل ژاپن است.